# Heinrich IV. (Sayn)

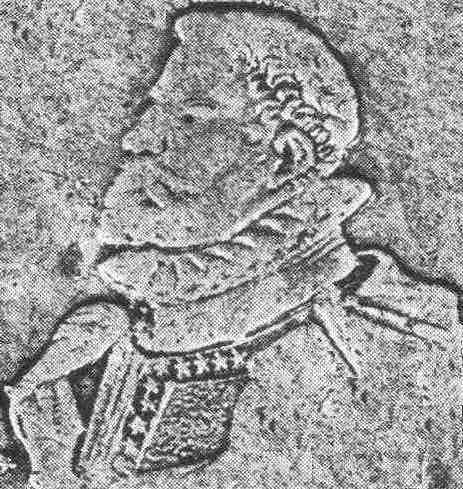
Heinrich IV. Graf von Sayn

Heinrich IV. von Sayn, Herr zu Homburg, Montclair und Meinsberg (* 1539; † 17. Januar 1606 auf Burg Sayn, heute Bendorf am Rhein) war der letzte Graf von Sayn-Sayn des Sayn-Sponheimerschen Geschlechts im Mannesstamm.

## Leben
Heinrich, der mittlere der drei Söhne des Grafen Johann V. von Sayn und der Elisabeth von Holstein-Schauenburg, wurde auf Wunsch des Vaters Kleriker. Zunächst Domherr, war er seit 1565 unter den Erzbischöfen Friedrich IV. von Wied und Salentin von Isenburg Domdechant in Köln. Nach dem Tod seines Onkels Graf Sebastian II., der die Grafschaft Sayn gemeinsam mit Heinrichs Bruder Hermann von Sayn regiert hatte, erbte er 1573 das nördliche Sieggebiet der Grafschaft mit der Freusburg als Residenz. Damit verbunden war auch die Konversion zum Bekenntnis der Wittenberger Reformation, das Sebastian und Hermann nach langem Zögern 1561 in ihren Landen eingeführt hatten.
Heinrich heiratete alsbald im Februar 1574 Jutta von Mallinkrodt, eine ehemalige Nonne, die er bereits als Kölner Domdechant im Kloster von St. Querin in Neuss kennengelernt hatte. Ob Jutta von Mallinkrodt zu dieser Zeit das Leben einer Kurtisane führte, bleibt ungewiss. Doch die Ehe blieb kinderlos und scheiterte schließlich. Jutta von Mallinkrodt starb am 28. Februar 1608 auf Schloss Friedewald, das Heinrich im Renaissancestil hatte erbauen lassen. Unterdessen pflegte Heinrich eine Liaison mit einer Dienstmagd. Zwei Söhne (Wilhelm und Karl I Sayn) gingen aus dieser Verbindung hervor, die das ursprüngliche Wappen mit schwarzem Schild behielten, jedoch aufgrund ihrer unehelichen Abstammung keinen Anspruch auf das Erbe hatten.
Als Graf Hermann am 17. März 1588 starb, vereinte Heinrich die Grafschaft nochmals unter seiner Führung. Er dekredierte am 22. Dezember 1589 die erste saynische Kirchenordnung, im folgenden Jahr in Frankfurt am Main gedruckt. Sie gab Superintendenten, Pfarrherren und anderen Kirchen- und Schuldienern Anweisung welchermaßen sie sich in der Lehre des göttlichen Wortes, der Verwaltung der heiligen Sakramente, in den zeremonien und anderen zum Kirchendienst gehörenden Stücken verhalten sollen. Damit trug er weiter zur Erneuerung des kirchlichen Lebens im saynischen Land bei. Zur Seite stand ihm Superintendent Magister Leopold Optichtyus, der in Wittenberg und Marburg studiert hatte. Heinrich sorgte auch für ein geordnetes Schulwesen  der Grafschaft Sayn: So bestimmte er in der Kirchenordnung von 1589, dass bey jeder Pfarrkirchen eine Schul abgerichtet werde, darin man die Jugend lesen, schreiben und sonderlich ihren Katechismus lehre.
Heinrich wusste, dass die Grafschaft nach seinem Tode an Hermanns einzige Tochter Anna Elisabeth fiel, die mit Graf Wilhelm von Sayn-Wittgenstein liiert war. Wilhelm jedoch war nach reformiertem Bekenntnis erzogen. Heinrich bangte also um den Fortbestand der lutherischen Konfession in seinen Landen. Als Heinrich IV. wegen zunehmender Schwäche dem Gatten seiner Nichte, der sich fortan Wilhelm III. Graf von Sayn-Wittgenstein-Sayn nannte, am 12. September 1605 die Regierung übergab, ließ er sich den Erhalt der lutherischen Konfession in Sayn garantieren. Doch Wilhelm verwies noch bei Jahresfrist alle lutherischen Pfarrer des Landes und setzte reformierte Prädikanten ein.
Heinrich starb am 17. Januar 1606 auf Burg Sayn, dem Stammsitz der Grafen von Sayn und wurde am 17. März 1606 in der Familiengruft unter dem Chorraum der evangelischen Kirche in Hachenburg beigesetzt.
Zu seinen Verdiensten gehörte es, dass er der Freusburg ihr heutiges Aussehen gab; er war Erbauer des Südflügels mit dem von steinernen Fabeltieren getragenen Erker. Der Graf war auch Bauherr des Altenkirchener Schlosses, das jedoch inzwischen abgerissen ist. Französische Schlösser, die er auf einer Frankreichreise sah, haben ihn zur Gestaltung des Schlosses in Friedewald angeregt, dass heute als Perle unter den Fürstenschlössern der deutschen Renaissance gilt.